# Драгутин Братулић
Драгутин Братулић (Загреб, 9. децембар 1909 — Загреб, 28. март 1989) био је југословенски фудбалер, играо је на позицији голмана.

## Биографија
Рођен је 9. децембра 1909. године у Загребу. Наступао је за загребачки Грађански у периоду од 1927. до 1937. године. Са клубом је освојио првенство Југославије два пута. Наследник Максимилијана Михалчића, био је врло поуздан, подједнако успешан на линији гола и при истрчавању.
За А репрезентацију Југославије одиграо је три утакмице. Дебитовао је 23. децембра 1934. против Грчке на Балканском купу у Атини (2:1), а наступио је против Бугарске два дана касније, као и 1. јануара 1935. против Румуније (резултат 4:3). У сва три наврата је при крају мечева заменио Бартола Чулића из сплитског Хајдука.

## Успеси
- Грађански Загреб
  - Првенство Југославије: 1928, 1937.